# Pampa del Infierno
Pampa del Infierno est une ville de la province du Chaco, en Argentine, et le chef-lieu du département d'Almirante Brown. Elle est située à 241 km au nord-ouest de Resistencia. Sa population s'élevait à 8 176 habitants en 2001.
En son centre se trouve la place du 25 mai avec la statue du général José de San Martín, héros des guerres d'indépendance argentines, mort à Boulogne-sur-Mer en 1850.